# Utøya 22. juli
Utøya 22. juli è un film norvegese del 2018 diretto da Erik Poppe.  Il film narra del massacro sull'isola norvegese di Utøya nel 2011. I personaggi sono fittizi, ma la sceneggiatura del film è realizzata in stretta collaborazione con diversi sopravvissuti.

## Trama

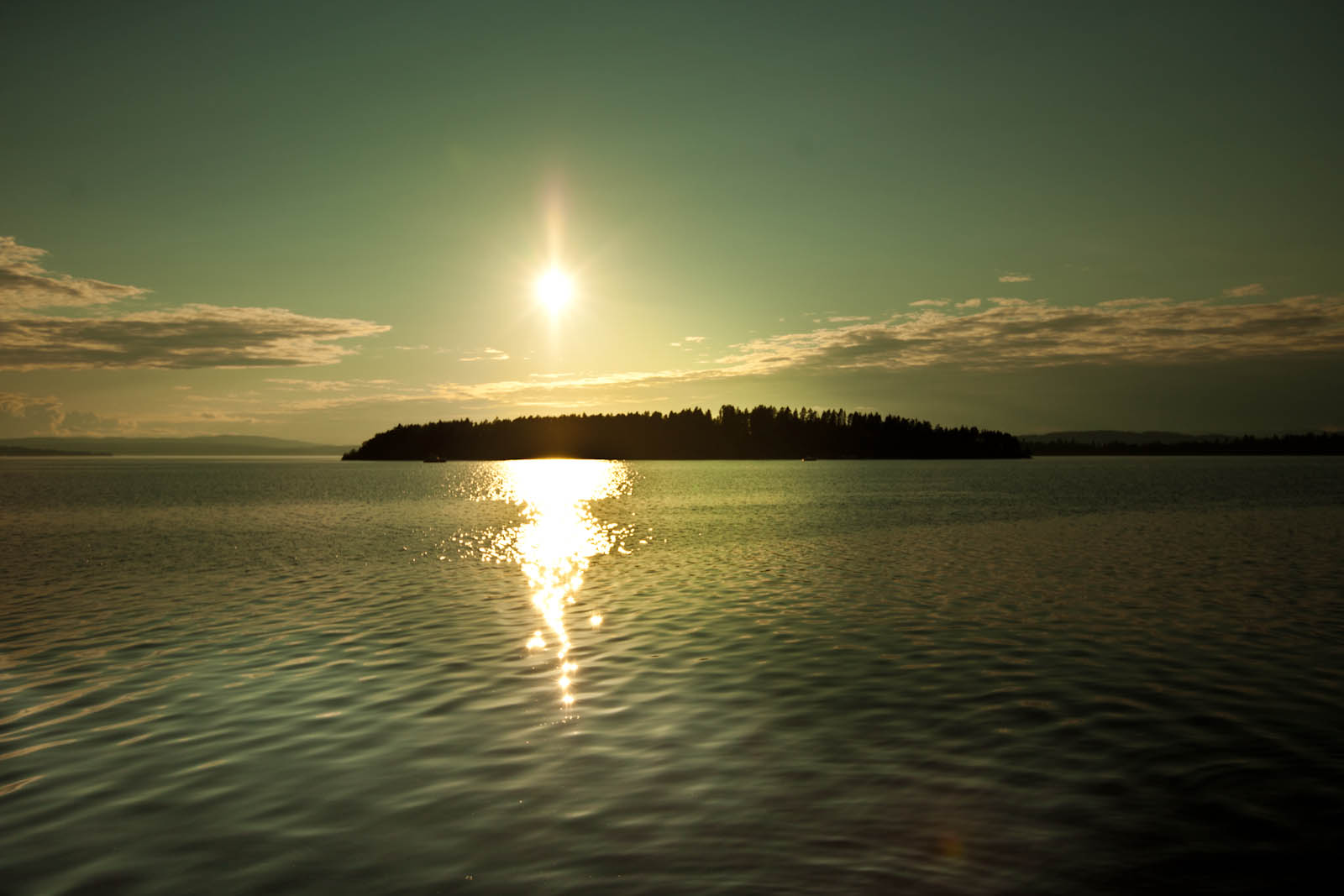
Utøya

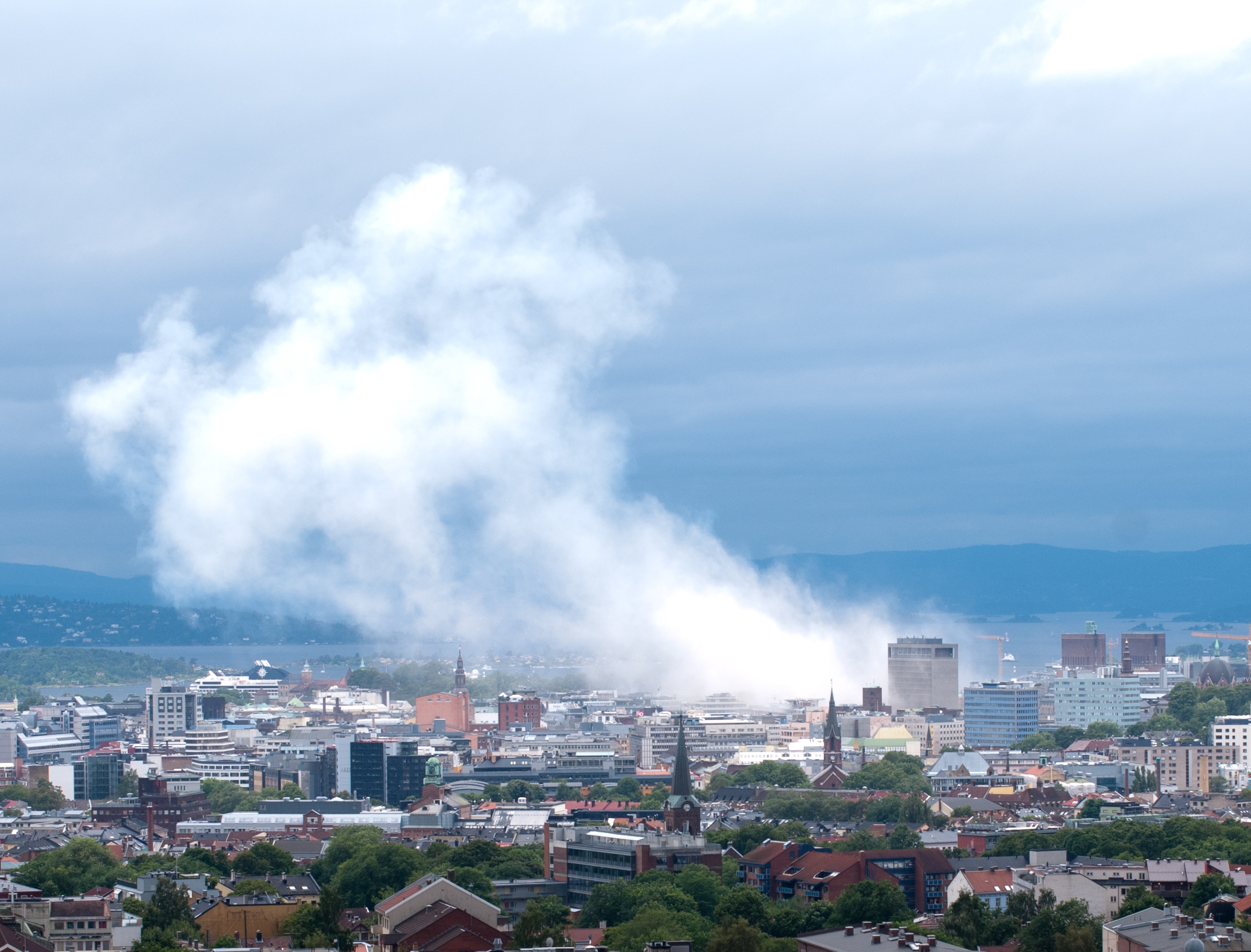
Vista della città di Oslo

Kaja frequenta un campo estivo del partito Laburista a Utøya un’isola del Tyrifijorden, con la sorella minore Emilie.
Il 22 luglio arriva una terribile notizia, un’autobomba è esplosa davanti ai edifici del governo Norvegese, ma i presenti credono di essere al sicuro trovandosi sull'isola, lontano dalla città. Ad un certo punto si sentono degli spari provenire dalla foresta e i campeggiatori si disperdono rapidamente quando diventa chiaro che non si tratta di un'esercitazione.
All'inizio, la maggior parte dei campeggiatori tentano di nascondersi nell'edificio principale del campo, ma poi scappano nella foresta vicina. Mentre si nascondono dietro gli alberi, Kaja e le sue amiche chiamano il 112 e la polizia afferma di essere in arrivo. Gli altri decidono di nuotare verso la salvezza, invece Kaja corre verso il campo per cercare Emilie. La ragazza trova un ragazzo di nome Tobias, che lo convince a correre verso la foresta.
Quando Kaja non riesce a trovare Emilie nella loro tenda, corre di nuovo verso la foresta, in seguito trova una giovane ragazza ferita e cerca di confortarla. Ad un certo punto delle granate fumogene riempiono la foresta e la ragazza muore proprio quando sua madre la chiama.
Kaja trova Magnus, un nuovo campeggiatore che aveva incontrato all’inizio della giornata, con altri due campeggiatori lungo la costa dell’isola. Magnus cerca di sdrammatizzare la situazione e racconta barzellette per rallegrare l'atmosfera, ma gli altri due non la prendono alla leggera. Più tardi, vedono un gran numero di campeggiatori correre verso il lago e gli altri due li abbandonano, Kaja e Magnus discutono di cosa vogliono fare da grandi; Kaja vuole essere il primo ministro norvegese e Magnus un attore.
Dopo un incontro ravvicinato con l'assassino, Kaja esce per ritrovare sua sorella. Una volta sulla spiaggia, scopre dei corpi sparsi lungo il litorale, incluso quello di Tobias. Quando Magnus la raggiunge, Kaja crolla. In lontananza si vede una piccola barca e Magnus cerca di convincere la protagonista a salire, ma viene colpita dal terrorista e cade a terra e viene colpita di nuovo, questa volta fatalmente. La prospettiva passa quindi a quella di Magnus, mentre raggiunge la barca con altri sopravvissuti. Mentre la barca si allontana dall'isola, Magnus scoppia in lacrime. Viene rivelato che anche Emilie è sulla barca e sta cercando di aiutare una persona gravemente ferita. Lo schermo diventa nero.
Si sente la barca arrivare a terra e le grida dei sopravvissuti. Un epilogo testuale che elenca le motivazioni del terrorista e il numero delle vittime per la precisione 69 a Utøya e 8 a Oslo.

## Cast
- Andrea Berntzen
- Elli Rhiannon Müller Osbourne
- Brede Fristad
- Ada Eide
- Aleksander Holmen
- Torkel Dommersnes Soldal
- Yngve Berven
- Tamanna Agnihotri
- Sorosh Sadat
- Jenny Svennevig
- Rina Satō
- Shunichi Maki
- Sara Matsumoto
- Karoline Petronella Ulfsdatter Schau
- Magnum Moen

## Premi
- European Film Awards/Premi
  - Miglior fotografia: Vincitore.

Il logo dell'European Film Academy - European Film Awards

  - European University Film Award: Candidato

## Critica/Accoglienza
Utøya 22 juli è stato accolto dalla critica nel seguente modo: su Metacritic ha invece ottenuto un voto di 71 su 100 mentre su Imdb il pubblico lo ha votato con 7.2 su 10

## Caratterizzazione dei personaggi
Attorno a lei ci sono dei giovani, più o meno coetanei, in ognuno dei quali emergono con grande sensibilità psicologica le reazioni primarie. C'è chi cerca di razionalizzare, chi si metterebbe ad urlare mettendo tutti in pericolo, chi tenta di consolare gli altri. Lo spettatore viene invitato a chiedersi come avrebbe reagito (anche se adulto) a un evento tanto atroce quanto inaspettato.